# 17145 Hollycheng
A 17145 Hollycheng (ideiglenes jelöléssel (17145) 1999 JG99) a Naprendszer kisbolygóövében található aszteroida. A LINEAR projekt keretében fedezték fel 1999. május 12-én.